# Leucochrysa (Leucochrysa) risi
Leucochrysa (Leucochrysa) risi is een insect uit de familie van de gaasvliegen (Chrysopidae), die tot de orde netvleugeligen (Neuroptera) behoort. 
Leucochrysa (Leucochrysa) risi is voor het eerst wetenschappelijk beschreven door Esben-Petersen in 1933.